# Bazarowicz
Bazarowicz – polski herb szlachecki używany przez rodzinę pochodzenia tatarskiego.

## Opis herbu
W polu barwy niewiadomej dwa półksiężyce w słup rogami do siebie.

## Najwcześniejsze wzmianki
Z roku 1571 pochodzi wzmianka o Sobolu Bazarowiczu - tłumaczu do Ordy tatarskiej.

## Herbowni
Bazarowicz.